# Marles-les-Mines
Marles-les-Mines ist eine französische Gemeinde mit 5437 Einwohnern (Stand: 1. Januar 2022) im Département Pas-de-Calais in der Region Nord-Pas-de-Calais; sie gehört zum Arrondissement Béthune und ist Teil des Kantons Auchel. Die Einwohner werden Marlésiens genannt.

## Geographie
Marles-les-Mines liegt am Flüsschen Clarence. Umgeben wird Marles-les-Mines von den Nachbargemeinden Lozinghem im Norden, Lapugnoy im Nordosten, Bruay-la-Buissière im Südosten, Calonne-Ricouart im Südwesten sowie Auchel im Westen. 
Der Bahnhof Vis-à-Marles liegt an der Bahnstrecke von Fives (Lille) nach Abbeville.

## Geschichte
Auf Grund des Bergbaus im nordfranzösischen Kohlebecken erlebte die Gemeinde in den 1920er Jahren einen erheblichen Zuzug von polnischen Wanderarbeitern und hatte fast 14.000 Einwohner.

### Bevölkerungsentwicklung
| Jahr      | 1962   | 1968  | 1975  | 1982  | 1990  | 1999  | 2006  | 2011  |
| Einwohner | 11.119 | 9.942 | 7.938 | 7.327 | 6.790 | 6.088 | 5.812 | 5.747 |

## Sehenswürdigkeiten
- Kirche Saint-Vaast aus dem 16. Jahrhundert
- Kirche Saint-Stanislas
- Rathaus
- Bahnhof

|  |  |

## Persönlichkeiten
- Édouard Pignon (1905–1993), Maler, verbrachte die Zeit von 1905 bis 1927 in Marles-les-Mines
- Apo Lazaridès (1925–1998), Radrennfahrer